# .ph
.ph je vrhovna internetska domena (country code top-level domain - ccTLD) za Filipine. Domenom upravlja dotPH Domains Inc.

## Vanjske poveznice
- IANA .ph whois informacija  Arhivirana inačica izvorne stranice od 20. srpnja 2008. (Wayback Machine)